# Linia kolejowa nr 179

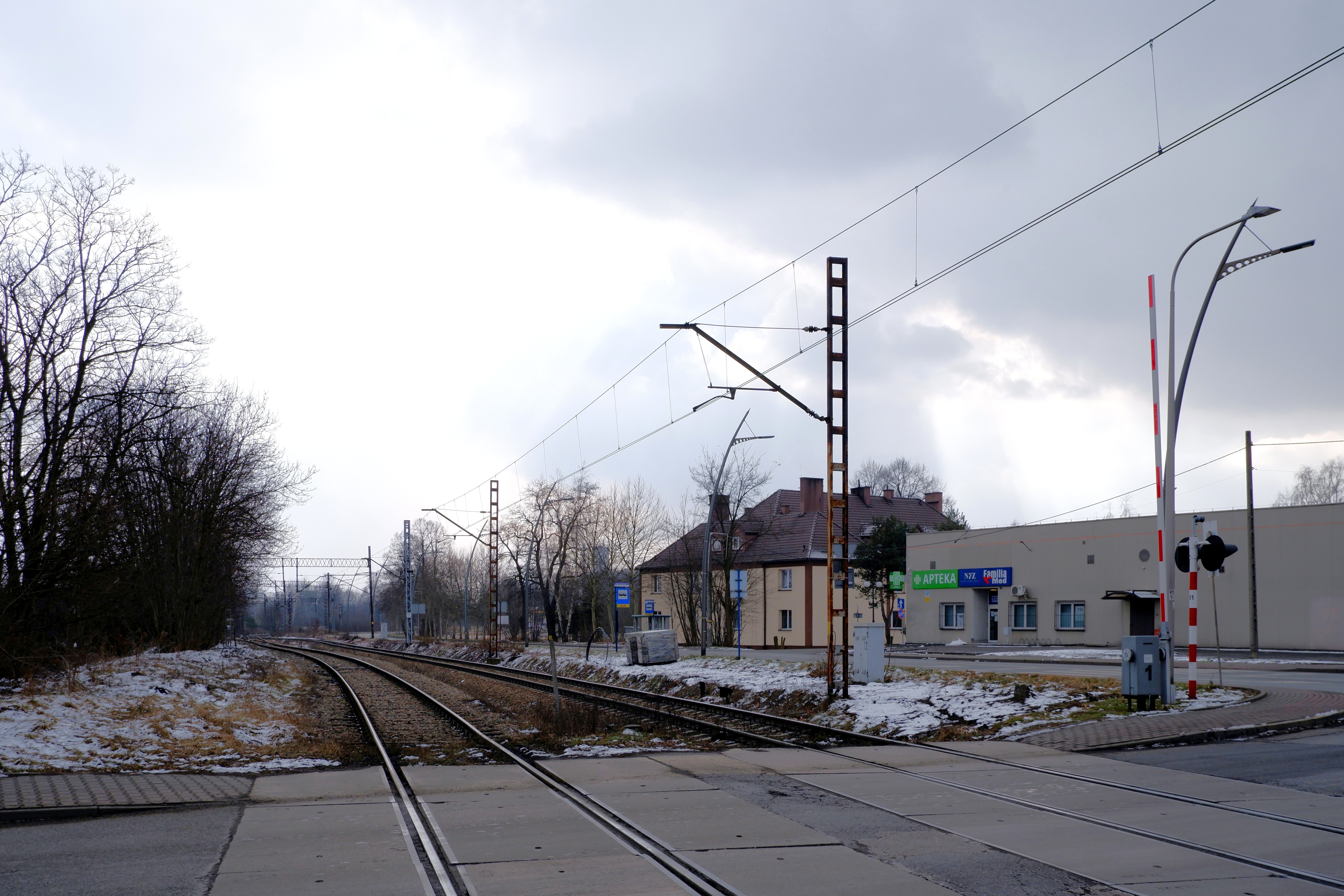
Lędziny, przejazd kolejowy na ulicy Hołdunowskiej

Linia kolejowa nr 179 – linia kolejowa łącząca stację Tychy ze stacją Mysłowice Kosztowy MKSB1.

## Historia
W 1912 roku został oddany do użytku pierwszy odcinek linii kolejowej z Lędzin do stacji Mysłowice Kosztowy. Budowę linii pomiędzy Tychami a Lędzinami ukończono jednak dopiero w 1972. W tym samym roku zelektryfikowano odcinek Tychy – Bieruń Stary, a dwa lata później ukończono elektryfikację całej linii. W 2001 roku zawieszono kursowanie pociągów pasażerskich, a w latach 2006–2007 zlikwidowano sieć trakcyjną pomiędzy stacją Tychy Miasto a Lędzinami.
14 grudnia 2008 r., wraz z wejściem nowego rozkładu jazdy, przywrócono ruch pasażerski na odcinku Tychy Miasto – Tychy, zawieszony uprzednio w lutym 2001 roku. Z przystanku Tychy Miasto można było dojechać do Katowic w ciągu 27 minut. Od 12 grudnia 2010 r. trasa pociągów SKR została wydłużona do Sosnowca Głównego.
22 marca 2012 PKP Polskie Linie Kolejowe podpisały umowę dotyczącą rewitalizacji odcinka Tychy – Górki Ściernie. Zamówienie obejmuje m.in. przebudowę nawierzchni kolejowej wraz z mechanicznym oczyszczeniem podsypki i uzupełnieniem tłucznia, naprawę 18 rozjazdów, kompleksową przebudowę trzech przejazdów kolejowo-drogowych, regulację sieci trakcyjnej, przebudowę urządzeń samoczynnej sygnalizacji przejazdowej oraz karczowanie krzewów i drzew.
W maju 2012 roku Urząd Marszałkowski Województwa Śląskiego poinformował, że jeszcze w tym roku możliwe będzie uruchomienie pociągów z Tychów do Bierunia. W ramach przedłużenia Szybkiej Kolei Regionalnej do Bierunia miałaby zostać odbudowana sieć trakcyjna i zbudowane nowe przystanki – Bieruń Mleczarnia i Bieruń Stary; pozwoliłoby to pracownikom Tyskiej Strefy Ekonomicznej korzystać z komunikacji kolejowej. Linię miałyby obsługiwać Koleje Śląskie.
1 września 2012 otwarto trzy nowe przystanki kolejowe (Tychy Aleja Bielska, Tychy Grota-Roweckiego i Tychy Lodowisko) oraz wydłużono relację Szybkiej Kolei Regionalnej do Tychów Lodowiska. Prace, które rozpoczęły się w lutym 2011 roku, kosztowały 28 mln zł, z czego 85% to unijne dofinansowanie. Prace te, oprócz budowy trzech nowych przystanków, objęły też modernizację przystanku Tychy Zachodnie. Na wszystkich stacjach zbudowano nowe wiaty, automaty biletowe oraz windy dla osób niepełnosprawnych. Na nowych elektronicznych tablicach oprócz rozkładu pociągów znajdują się godziny odjazdów autobusów z przystanków, które znajdują się obok stacji. Bezpieczeństwa pilnują kamery monitoringu. Na słupach zamontowano też czerwone skrzynki z przyciskami i mikrofonami, za pomocą których można zaalarmować o niebezpieczeństwie na terenie przystanku. Dodatkowo na zmodernizowanej stacji Tychy Zachodnie wybudowano podjazdy i ustawiono wiaty rowerowe. Po wybudowaniu nowego przystanku pod wiaduktem w ciągu ul. Stefana Grota Roweckiego obecna stacja Tychy Miasto miała zostać zlikwidowana. 1 września 2012 roku zawieszono zatrzymywanie pociągów Przewozów Regionalnych na stacji, ale po zmianie rocznego rozkładu w grudniu 2012 roku i przejęciu obsługi połączeń przez Koleje Śląskie stacja zaczęła być ponownie użytkowana. Po kolejnej zmianie rocznego rozkładu, 15 grudnia 2013 roku, stacja ponownie została wyłączona z użytku.